# Жълто небе
„Жълто небе“ (на английски: Yellow Sky) е американски уестърн филм, излязъл по екраните през 1948 година, режисиран от Уилям Уелман с участието на Грегъри Пек, Ан Бакстър и Ричард Уидмарк в главната роля, базиран на едноименния неиздаван роман на У.Р. Бърнет.

## Сюжет
Изминали са две години от края на Гражданската война между Севера и Юга, но мнозина от разформированите отряди от ветерани не се връщат в правия път, а създават банди, за да грабят мирното население. Една такава банда, след пореден удар уцелва джакпота и се скрива от преследването на федералните войски в нажежена от слънцето и брулена от всички ветрове пустиня в Долината на смъртта. В търсене на вода и храна, на границата между живота и смъртта, те се натъкват на изоставен град със странното наименование Жълто небе. В този опустошен и изоставен свят, бандитите откриват болен старец и неговата красива внучка Констанс Мей „Майк“. Укрили се от преследвачите, получили вода и храна, бандитите започват да се оглеждат и разбират, че старецът и момичето не са останали случайно в мъртвия град. Разбират, че старецът е намерил злато, решават да го заграбят, но плановете им не се сбъдват. Водачът на бандата Джеймс „Щастливеца“ Доусън се влюбва в красивата внучка и не позволява на другите да посегнат на момичето, цялата банда насочва оръжие срещу него.

## В ролите
| Актьор         | Роля                  |
| -------------- | --------------------- |
| Грегъри Пек    | Джеймс (Стреч) Доусън |
| Ан Бакстър     | (Майк) Констанс Мей   |
| Ричард Уидмарк | Пича                  |
| Робърт Артър   | Бул Рън               |
| Джон Ръсел     | Дългия                |
| Хари Морган    | Половин пинта         |
| Джеймс Бартън  | Дядото                |
| Чарлз Кемпер   | Моржа                 |